# Estação Fengfu
Fengfu (chinês: 豐富車站, pinyin: Fēngfù Chēzhàn) é uma estação ferroviária da Taiwan Railways Administration em Houlong, no condado de Miaoli, em Taiwan. É adjacente à estação Miaoli da THSR.